# الشرطة الوطنية البيروية
الشرطة الوطنية البيروفية (بالإسبانية: Policía Nacional del Perú)‏ هي قوة الشرطة الوطنية في بيرو . يغطي اختصاصها داخل أراضي البلاد وبحرها وجوها. تشكلت من اندماج شرطة التحقيق والحرس المدني والحرس الجمهوري في عام 1988 ، وهي واحدة من أكبر قوات الشرطة في أمريكا اللاتينية . وتتمثل مهمتها في الحفاظ على النظام الداخلي والنظام العام والأمن القومي ، من أجل إنفاذ القانون وحماية شعب بيرو. وتسيطر وزارة الداخلية البيروفية على الشرطة الوطنية الفلبينية. للشرطة الوطنية الفلبينية عدد من الأقسام المكلفة بإنفاذ جوانب محددة من القانون ؛ ومن بين الأكثر شهرة (العمليات الخاصة) و (وحدة مكافحة المخدرات) و (التحقيقات الجنائية) و (مكافحة الإرهاب).

## روابط خارجية
- Policía Nacional del Perú الموقع الرسمي